# Anina Ciuciu
Anina Ciuciu, née en janvier 1990 à Craiova en Roumanie, est une écrivaine et avocate française, d'ethnie rom.

## Biographie
Elle est née en 1990 à Craiova, dans un quartier réservé aux Roms et dans une maison au sol de terre battue. Sa famille est sédentaire. Son père est comptable, sa mère aide-soignante. Lorsqu'elle a 7 ans, son père décide de migrer en France.
Un passeur les abandonne dans la banlieue de Rome, dans un camp, au milieu de 800 autres Roms. Pour survivre, elle mendie avec sa mère et ses sœurs. Puis c'est le départ vers la France et l'arrivée en juillet 1997 dans une ville de taille moyenne, Bourg-en-Bresse. Avec l'aide de deux femmes, un logement est trouvé, elle et ses sœurs sont scolarisées et apprennent la langue française. Après une période de vie sans papiers, dans la clandestinité, ses parents trouvent un emploi et obtiennent des cartes de séjour.
Réussissant dans les études, elle est admise en juillet 2012 en master de droit à l'université Panthéon-Sorbonne, à Paris et bénéficie d'une bourse d'études. Frédéric Veille, un journaliste de RTL déjà auteur de plusieurs biographies à succès la convainc alors d'écrire un ouvrage de témoignage sur son parcours. Elle intervient sur les radios, dans les émissions de télé, et dans les journaux, en s'affirmant à la fois Rom, et intégrée à la société française. Elle s'attache à démonter, dans l'opinion publique, les préjugés sur la communauté dont elle est issue. Durant l'été 2013, 15 ans après l'installation en France, la demande de naturalisation est acceptée. En septembre 2013, Antoine de Caunes l'a fait débattre avec Éric Ciotti sur le plateau du Grand Journal.
Le 3 avril 2014, Anina Ciuciu a été nommée conseillère honorifique sur la problématique rom auprès du Premier ministre roumain Victor Ponta. Elle succède en cela à Damian Drăghici.
Elle figure sur la liste d'Europe Écologie Les Verts pour les élections sénatoriales de 2017 en Seine-Saint-Denis.

## Œuvre
- (avec Frédéric Veille), Je suis tzigane et je le reste, City Éditions, 2013
- « Le neuvième chapitre », in Avava Ovava, Marseille, Al Dante/La Voix des Rroms, 2014, p. 91-119.

### Vidéos
- Yves Calvi, « Anina Ciuciu, auteure de "Je suis Tzigane et je le reste" : "Toujours ce rejet qui est instinctif..." », RTL,‎ 8 mars 2013 (lire en ligne).
- Fabienne Sintes, « Emission Le Grand Témoin. Anina Ciuciu : "Il faut aller vers l'autre" », France Info,‎ 26 septembre 2013 (lire en ligne).
- Antoine Genton, « Emission L’invité d’Antoine Genton. Anina Ciuciu "on ne donne pas l'opportunité aux familles (roms) de s'intégrer" », i>Télé,‎ 27 septembre 2013 (lire en ligne).